# الجبهة الوطنية (إيطاليا، 1997)
الجبهة الوطنية هو حزب سياسي إيطالي يميني متطرف.
تعود جذور إلى تريكولر فلامي عندما تم طرد اثنين من الراديكاليين البارزين دي كوديا وأدريانو تيلغير من الحزب في عام 1997. كرد فعل على ذلك شكل تيلغير مجموعته الخاصة في سبتمبر من ذلك العام، واصفاً إياها الجبهة الوطنية ( تم استخدام الاسم مرتين من قبل أقصى اليمين الإيطالي) واستنادًا إلى الجبهة الوطنية الفرنسية بزعامة جان ماري لوبان. حصل الحزب الذي حصر عملياته في البداية إلى حد كبير في روما على 18.000 صوتًا في تلك المدينة في الانتخابات المحلية لعام 1998.
بدأ الحزب في التوسع في أوائل عام 2000 ساعيًا للعمل مع مجموعات ثانوية أخرى في أقصى اليمين لتشكيل بديل موحد للتحالف الوطني. أعيد تشكيل المجموعة تحت اسم إف إس إن بعد الاندماج مع المزيد من العناصر المنشقة داخل حزب تريكولر فلامي. في مارس 2003 تظاهر أنصار المجموعة الجديدة أمام السفارة السويسرية ضد سجن جاستون أرماند أماودروز.
بالنسبة للانتخابات الأوروبية لعام 2004 انضم الحزب إلى العمل الاجتماعي والقوة الجديدة في تحالف البديل الاجتماعي بقيادة أليساندرا موسوليني، والذي حصل على مقعد واحد في البرلمان الأوروبي. لقد ظلوا جزءًا من هذا الائتلاف حتى حله بعد النتائج السيئة في الانتخابات العامة لعام 2006.
في عام 2008 انضم تيلغير إلى مجموعة اليمين التي يقودها فرانشيسكو ستوراس، وتم حل الحزب. ومع ذلك ففي عام 2013 خرج الحزب من اليمين واستعاد استقلاليته.